# Geduld

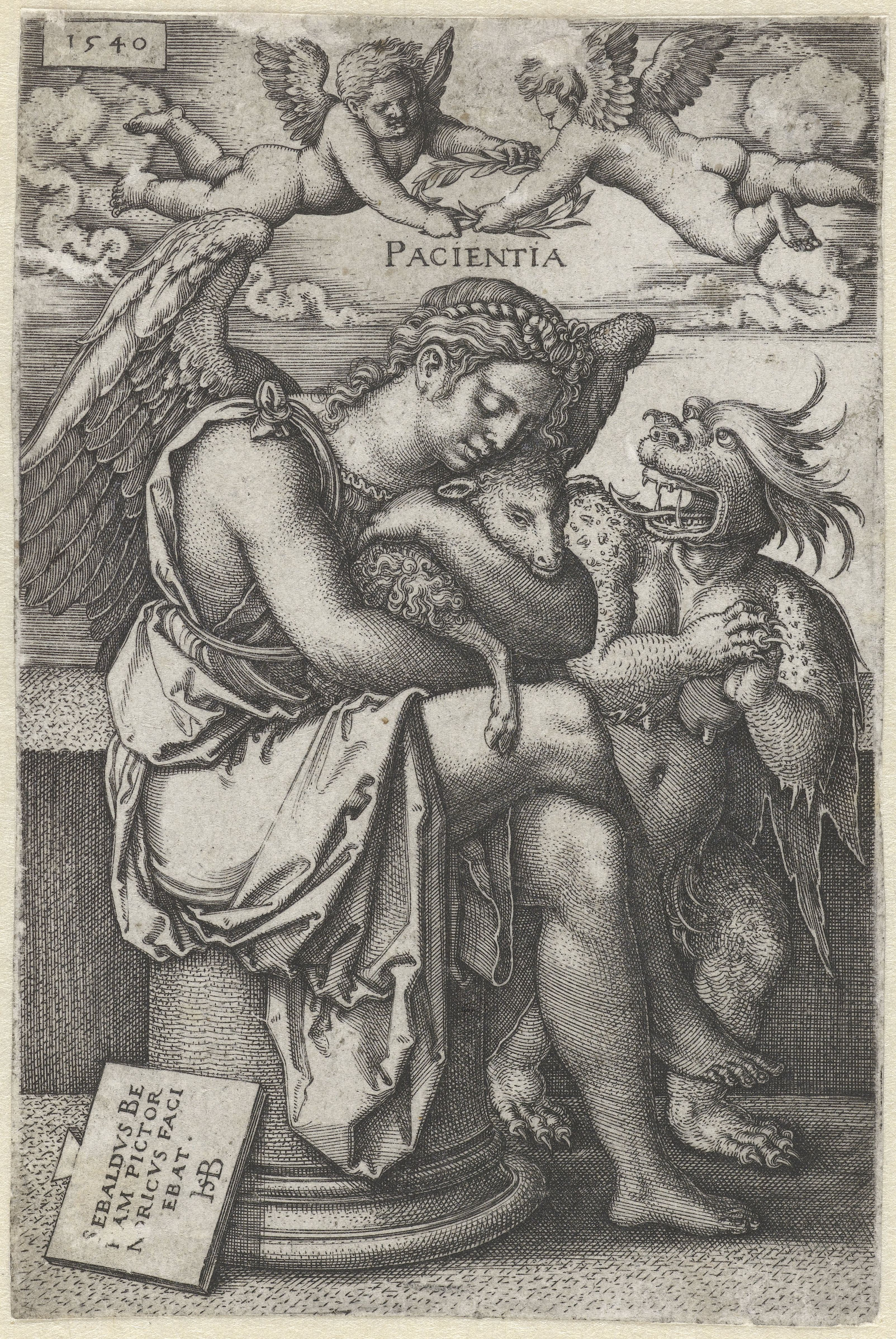
Pacientia (Geduld), gravure door Hans Sebald Beham, 1540

Geduld is het vermogen om moeilijke omstandigheden met kalmte te verduren. Geduld kan zich onder meer uiten door een bedaarde volharding bij vertraging; tolerantie voor provocatie zonder te reageren in minachting of woede; of verdraagzaamheid bij langdurige moeilijkheden. Geduld geldt als een deugd; het tegendeel ervan is ongeduld.
Iemand wordt als geduldig aangeduid als deze in staat is te leven met onvoldane verlangens of onvervulde wensen, of de vervulling hiervan al dan niet bewust uit te stellen. Deze eigenschap verhoudt zich nauw tot het begrip hoop. Geduld is ook de eigenschap om een situatie die men als negatief ervaart, zoals lang moeten wachten op iets of provocatie, te kunnen verdragen zonder kwaad te worden of ander ongewenst gedrag te vertonen. Iemand die geduld heeft blijft in de negatieve situatie doorgaans kalm en voor rede vatbaar. Hoe lang iemand geduldig kan blijven, verschilt per persoon of situatie waarin men verkeert.
In de evolutionaire psychologie en cognitieve neurowetenschap wordt geduld beschouwd als besluitvormingsprobleem. Geduld wordt in deze wetenschappen vaak getest met een experiment waarbij iemand de keuze moet maken tussen een kleine beloning op korte termijn of een meer waardevolle beloning op langere termijn. Ervaring leert dat alle proefpersonen, mensen en dieren, de voorkeur hebben voor de kleine beloning op korte termijn.
Geduld speelt in meerdere religies een rol, zoals het jodendom en het christendom. In het christendom wordt geduld gezien als een van de belangrijkste eigenschappen in het leven. Ook de islam hanteert deze visie op geduld. Moslims geloven dat men door geduld te oefenen dichter bij Allah kan komen en vrede kan vinden.

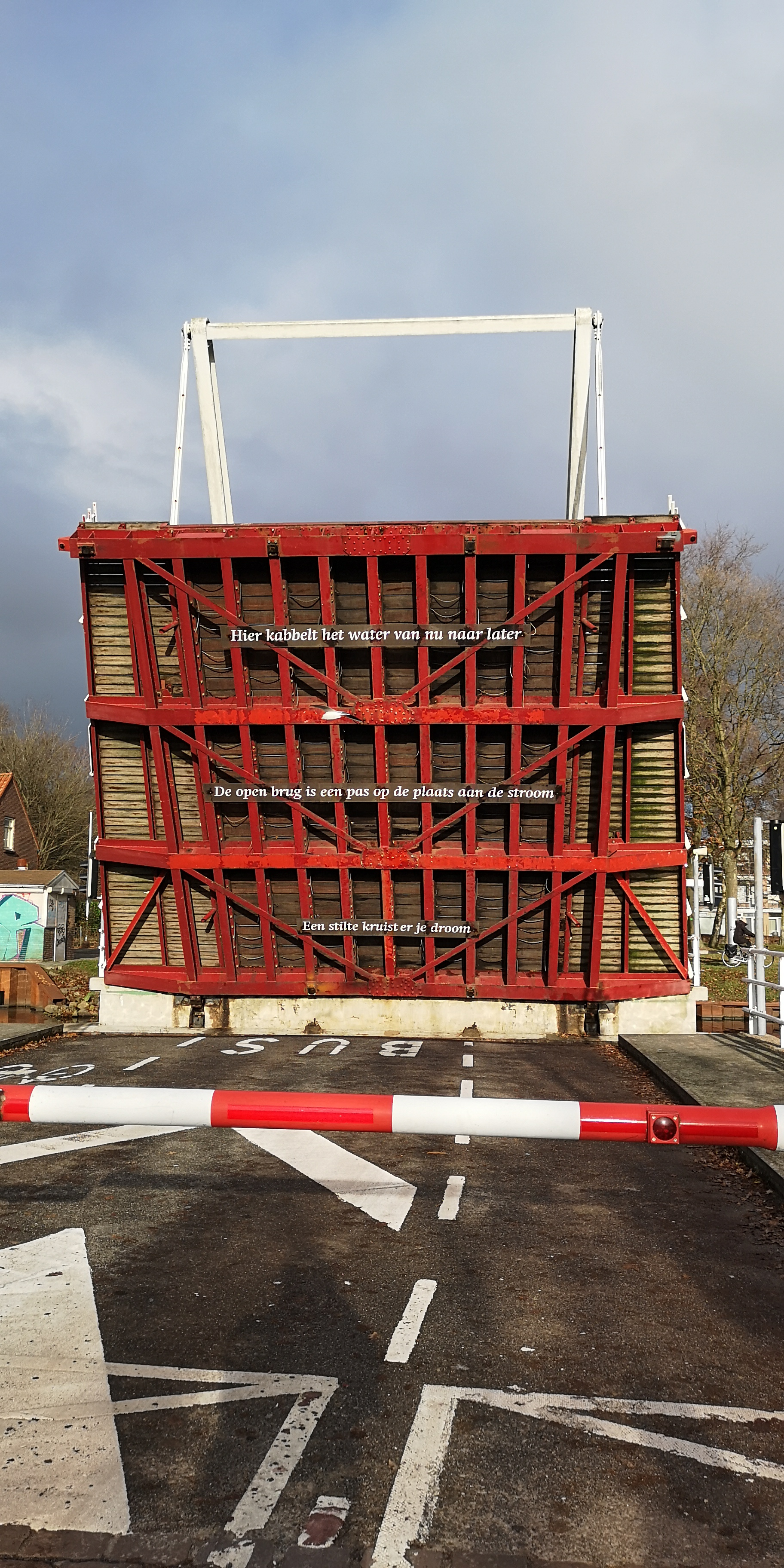
Gedicht op de onderzijde van een ophaalbrug over het Wilhelminakanaal in Tilburg:
Hier kabbelt het water van nu naar later
De open brug is een pas op de plaats aan de stroom
Een stilte kruist er je droom